# チャオプラヤー川

バンコク付近

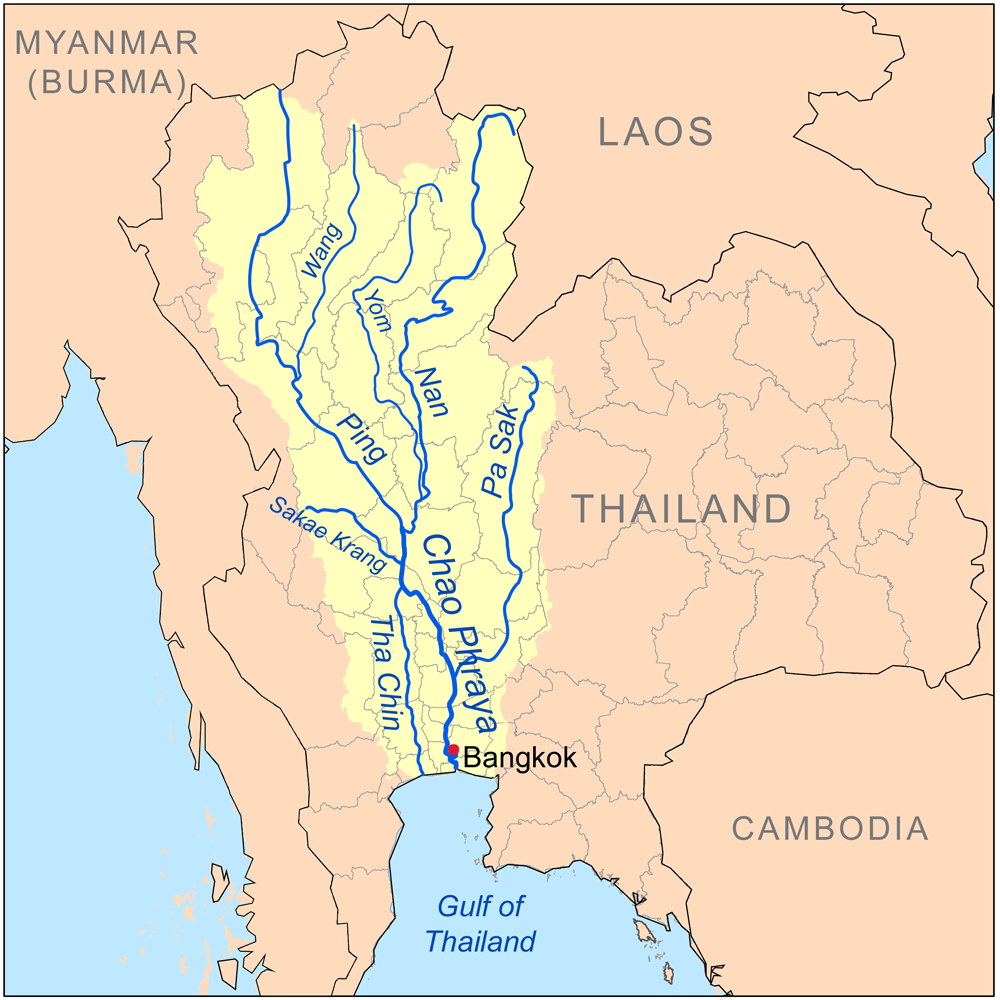
チャオプラヤー川流域

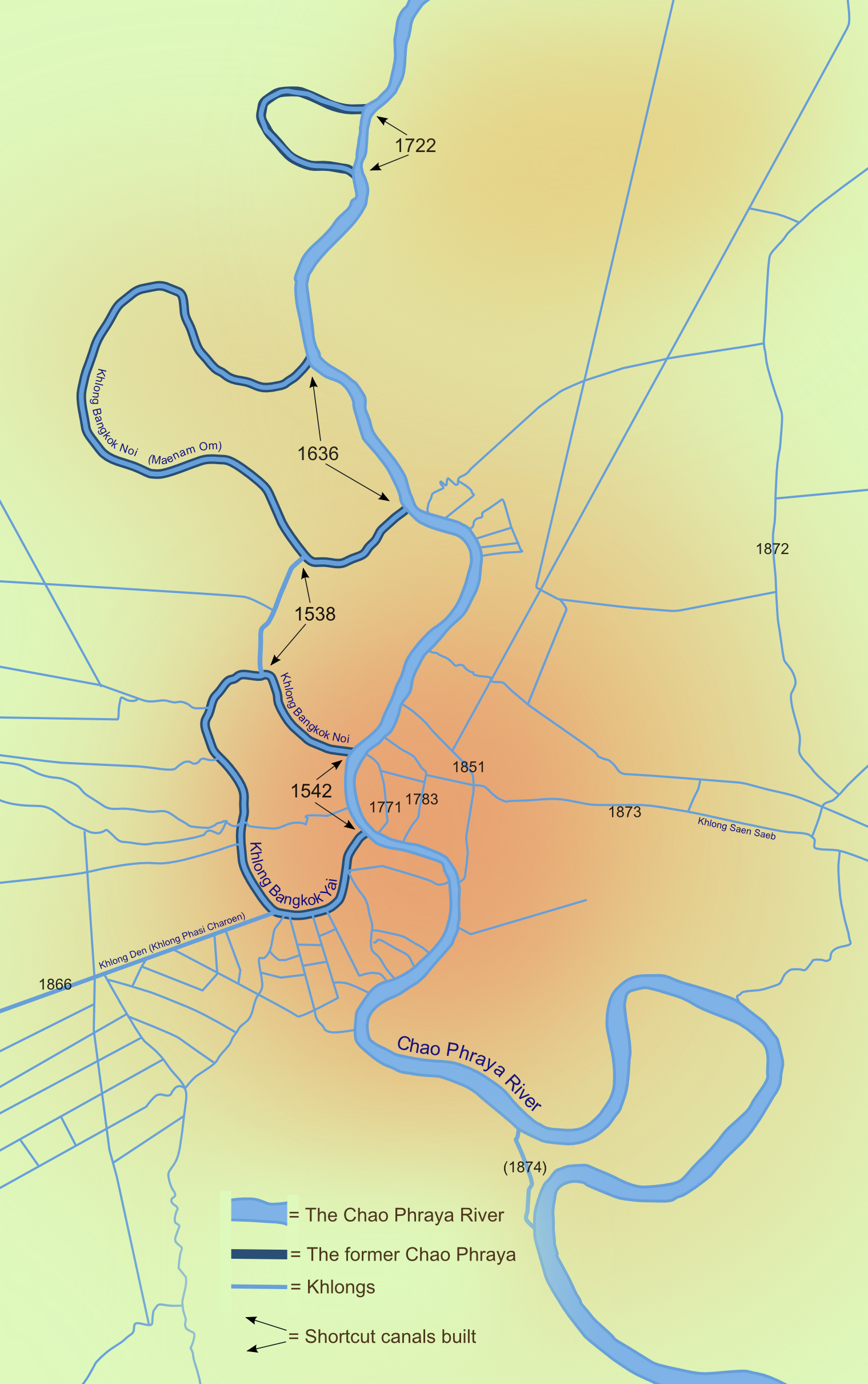
バンコクの治水事業

チャオプラヤー川（チャオプラヤーがわ、タイ語: แม่น้ำเจ้าพระยา, ラテン文字転写: Chao Phraya）は、タイのバンコクなどを中心に流れる、タイ国内の大きな河川の一つである。

## 概要
チャオプラヤー川は、ナーン川とピン川が交差する地点、ナコーンサワン県で始まる。ピン川の水量が多い。
チャオプラヤー川流域の県は、バンコクの外、ウタイターニー県、チャイナート県、シンブリー県、アーントーン県とアユタヤ県である。チャイナート県でターチン川とチャオプラヤー川に二分され、ターチン川はチャオプラヤー川と平行に流れたのちサムットサーコーン県から、チャオプラヤー川はサムットプラーカーン県からタイランド湾に至る。
バンコクを中心とする中央湿地帯では、農業用あるいは運搬用に運河が掘られ、世界でも有数の稲作地帯に発展した。これをチャオプラヤー・デルタ（三角州）という。

## 名称
かつてはメナム川と呼ばれることが多かったが、これは現地の人々がこの川を「メーナーム・チャオプラヤー」（「メナム」は川を意味する普通名詞。タイ語の文法では、被修飾語が修飾語の前に来る）と呼んでいるのを、「メナム」が川の名前であると外国人が勘違いしたことによるものであり、不合理な呼称である。そのため、現在では地図でも訂正され、メナム川と呼ばれることはほぼ無くなった。日本に関連する事項としては、メナム河事件などに名称を留めている。

## 交通
- チャオプラヤー川の渡河手段一覧（英語版） ‐ 橋やトンネルなど。

タイ国内の要所だけでなく、バンコクの中心地を流れることからバンコク都内の交通の大きな要素となっている。なお、バンコク都内においてはチャオプラヤー・エクスプレスと呼ばれる定期船が頻繁に運行されている。

## 舞台となった作品
映画
- 激殺! 邪道拳 （1977年） - 主演 ： 千葉真一
- イヤー・オブ・ザ・ドラゴン （1985年）

## 支流
（上流から記載）
- ナーン川
  - ヨム川
- ピン川
  - ワン川（英語版）
- サカエクラン川（英語版）
- ターチン川（英語版） - 分流
- ノーイ川 - 分流
- パーサック川

## 生態系

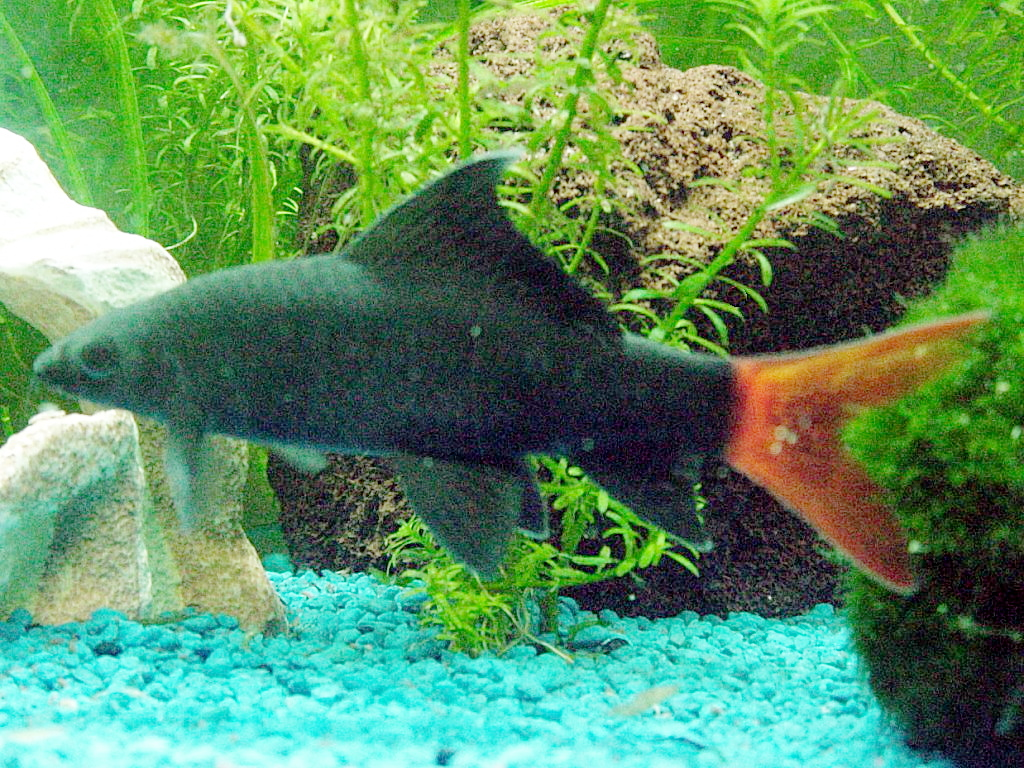
レッドテールブラックシャーク

チャオプラヤー川流域には、280種ほどの魚類が生息しており、そのうち約30種が固有種であるが、生息地の破壊や乱獲のほか、マイクロプラスチックや重金属の汚染による絶滅が懸念される。
固有種
- パーカーホ ‐ 絶滅危惧。
- パールン（英語版）(パールム) ‐ 絶滅危惧。
- プラークラベーン - 絶滅危惧
- レッドテールブラックシャーク - 絶滅危惧[3]
- ドワーフボーシャ（英語版） ‐ 絶滅危惧[4]
- Siamese tigerfish（英語版） - チャオプラヤー川では絶滅。